# Trevor Nunn
Trevor Nunn, właśc. sir Trevor Robert Nunn, CBE (ur. 14 stycznia 1940) – brytyjski reżyser teatralny, filmowy i telewizyjny. Nunn był dyrektorem artystycznym w Royal Shakespeare Company oraz Royal National Theatre, a obecnie w Theatre Royal.
Jego najpopularniejszymi reżyseriami są prapremiery Kotów (1981) i Les Misérables (1985). Był wielokrotnie nominowany i nagradzany Tony Award, Laurence Olivier Award i Drama Desk Award.

## Wczesne lata
Trevor Nunn urodził się w Ipswich, jego rodzicami byli stolarz Robert Alexander Nunn i Dorothy May Piper. Ukończył szkołę podstawową Northgate Grammar School w Ipswich oraz Downing College w Cambridge, gdzie rozpoczynał karierę sceniczną. Po otrzymaniu stypendium został w 1962 roku reżyserem stażystą w Belgrade Theatre w Coventry, gdzie wyreżyserował muzyczną adaptację W 80 dni dookoła świata.

## Kariera
W 1964 Nunn dołączył do zespołu Royal Shakespeare Company (RSC), w 1968 roku został jego dyrektorem artystycznym, które to stanowisko piastował do 1986 r. W 1997 został dyrektorem artystycznym Royal National Theatre

### Musical
Najbardziej spektakularne sukcesy Nunn odniósł w reżyserii musicali. Był współautorem sukcesu takich produkcji, jak:
- Koty Andrew Lloyd Webbera (1981) zarówno na West Endzie jak i później na Broadwayu (1982)[3]
- Starlight Express Andrew Lloyd Webbera (1984)[4]
- Les Misérables Claude-Michel Schönberga (1985) (inscenizacja do dziś nie zeszła z afisza)
- Cricket Andrew Lloyd Webbera (1986)[5]
- Sunset Boulevard Andrew Lloyd Webbera (1993)[6].
- The Woman in White Andrew Lloyd Webbera (2004)
- Przeminęło z wiatrem Margaret Martin (2008)

Inne inscenizacje musicalowe Nunna to m.in.:
- My Fair Lady Fredericka Loewe (2001),
- Porgy and Bess George'a Gershwina (2006)
- A Little Night Music Stephena Sondheima (2008)
- Aspects of Love Andrew Lloyd Webbera (2010)

### Dramaty
Najbardziej znane jego inscenizacje (wystawiane przez RSC) to:
- Makbet (1976)
- Hamlet (2004)
- Król Lear (2007)

### Film
Nunn był reżyserem kilku filmów kinowych i telewizyjnych. Najbardziej znanym jest Wieczór Trzech Króli, adaptacja Szekspira z 1996 roku.

## Życie osobiste
Nunn był trzy razy żonaty:
- z aktorką Janet Suzman – od października 1969 do rozwodu w 1986 roku[7]. Mają jedno dziecko, Joshuę urodzonego w 1981
- z Sharon Lee Hill do rozwodu w 1991.[8] Dwie córki: Laurie i Amy
- z aktorką Imogen Stubbs. Mają dwoje dzieci: Ellie i Jesse. Od kwietnia 2011 w separacji,

Został pasowany na kawalera Orderu Imperium Brytyjskiego w 2002 roku.

## Pełna lista zrealizowanych przedstawień

### West End
- The Lion In Winter – 2011
- Flare Path – 2011
- Birdsong – 2010
- Aspects of Love – 2010
- A Little Night Music – 2009
- Inherit The Wind – 2009
- Gone with the Wind – 2008
- King Lear – 2007
- The Seagull – 2007
- Porgy and Bess – 2006
- Acorn Antiques: The Musical! – 2005
- The Woman in White – 2004
- Anything Goes – 2002
- South Pacific – 2001
- My Fair Lady – 2001
- Oklahoma! – 1998
- Sunset Boulevard -1993
- The Baker's Wife – 1989
- Aspects of Love – 1989
- Chess – 1986
- Les Misérables – 1985
- Starlight Express – 1984
- Cats – 1981

### Broadway[9]
- A Little Night Music (2009-2010)
- Rock 'n' Roll (2007–2008)
- Les Misérables (ponownie) (2006–2008)
- The Woman in White(2005–2006)
- Vincent in Brixton (2003)
- Oklahoma! (2002–2003)
- Noises Off (2001–2002)
- Rose (Martin Sherman) (2000)
- Copenhagen (2000–2001)
- Amy's View (1999)
- Closer (1999)
- Not About Nightingales(1999)
- Arcadia (1995)
- Sunset Boulevard (1994–1997)
- Aspects of Love (1990–1991)
- Chess (1988)
- Starlight Express (1987-1989)
- Les Misérables (1987–2003)
- Harlem Nocturne (1984)
- Cyrano de Bergerac (1984–1985)
- Much Ado About Nothing (1984–1985)
- All's Well that Ends Well (1983)
- Good (1982–1983)
- Cats (1982–2000)
- Nicholas Nickleby (1981-1982), (1986)
- Piaf (1981)
- London Assurance (1974–1975)
- Sherlock Holmes (1974–1976)
- Old Times (1971–1972)
- A Midsummer Night's Dream (1971)

## Nagrody
- 2000 Laurence Olivier Award za reżyserię – Summerfolk / The Merchant of Venice / Troilus and Cressida
- 1999 Drama Desk Award za reżyserię dramatu – Not About Nightingales
- 1995 Laurence Olivier Award za reżyserię – The Merchant of Venice / Summerfolk
- 1987 nagroda Tony dla najlepszej reżyserii musicalu Les Misérables
- 1983 nagroda Tony dla najlepszej reżyserii musicalu Koty
- 1983 Drama Desk Award dla najlepszej reżyserii All's Well that Ends Well
- 1982 nagroda Tony dla najlepszej reżyserii Nicholasa Nickleby
- 1975 Drama Desk Award London Assurance